# 에디 킹스턴

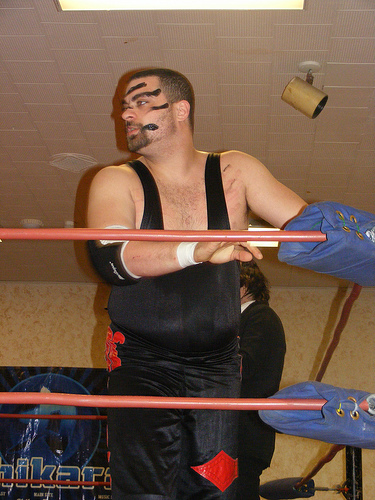

에디 킹스턴(Eddie Kingston, 1981년 12월 12일 ~ )는 미국의 남자 프로레슬링선수다. 본명은 에드워즈 무어(Edward Moore)다. 키는 185cm 몸무게는 110kg이다. 피니쉬는 래리어트, 슬라이딩 D/아메리칸 D(슬라이딩 포어암 스매쉬), 백피스트 투 더 퓨처(스피닝 백피스트), 벨리 투 백 수플렉스, 로얄 플러쉬(스피닝 리프팅 DDT)로 사용을 한다. 처음 2016년 10월 20일 TNA 임팩트 중에서 DCC라는 등장을 한다. 그리고 2016년 11월 10일 TNA 임팩트 경기장 중에서 경기가 끝나고 에디를 공격을 하면서 본격적인 복면 가면을 벗으면서 드러낸다.